# Jakubany
Jakubany (bis 1948 slowakisch „Jakubiany“; deutsch Jakobsau oder Jakobau, ungarisch Szepesjakabfalva – älter nur Jakabfalva oder Jakobjan, russinisch Якубяны) ist eine Gemeinde im Okres Stará Ľubovňa des Prešovský kraj im Nordosten der Slowakei, mit 2924 Einwohnern (31. Dezember 2024).

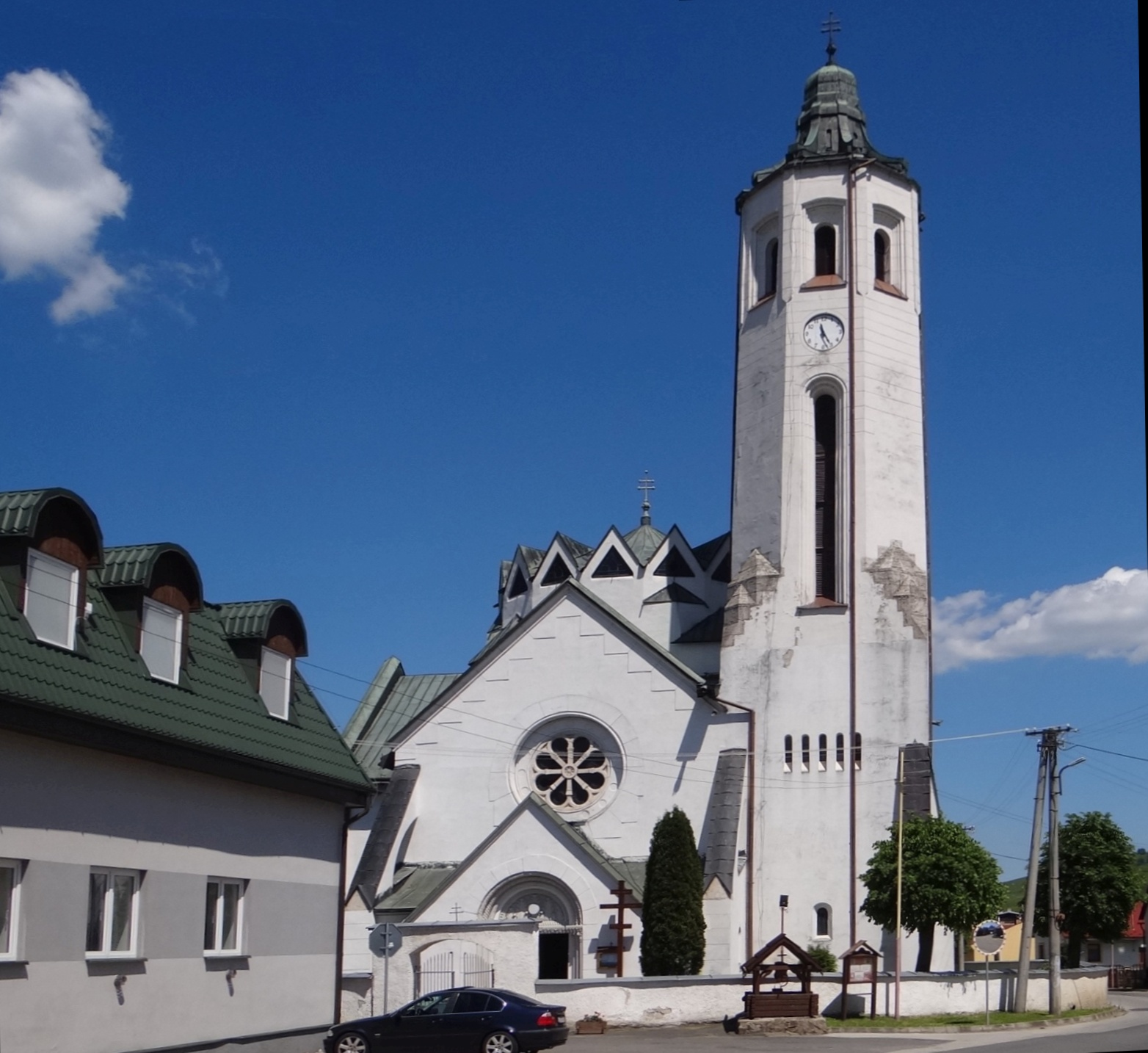

## Geographie
Die Gemeinde liegt am Nordhang der Leutschauer Berge (slowakisch Levočské vrchy) am Bach Jakubianka, der ein paar Kilometer abwärts in den Poprad mündet. Der leichteste Straßenzugang zur Gemeinde besteht über die Nachbargemeinde Nová Ľubovňa und die Stadt Stará Ľubovňa, die sieben Kilometer nach Norden liegt.

## Geschichte
Der Ort wurde im 14. Jahrhundert gegründet auf dem Platz einer niedergegangenen Siedlung. Auf den Anlass des Besitzers der Burg Lublau, Philip Drugeth, gründete 1322 ein Schultheiß namens Stephan ein Dorf, das den Namen Stephanisau trug und wurde von den Deutschen und Slowaken angesiedelt. Kurz nach der Gründung wurde der Ort in Jakobsau umbenannt. Im frühen 15. Jahrhundert ist eine Trennung in einen oberen und einen unteren Teil bekannt. 1412–1776 war Jakobsau an Polen verpachtet. 1497 fand eine zweite Kolonisierung mit walachischen und russinischen Einwohnern statt.
Bis 1918 lag der Ort im Komitat Zips im Königreich Ungarn und kam danach zur neu entstandenen Tschechoslowakei. Ein Teil des Gemeindegebiets wurde 1953 dem Militärgebiet Javorina abgetreten, das jedoch Anfang 2011 wieder abgeschafft wurde und wieder in die Gemeinde eingegliedert, zusammen mit der Katastralgemeinde Hniezdno.

## Bevölkerung
| Jahr                | 1994 | 2004     | 2014     | 2024    |
| ------------------- | ---- | -------- | -------- | ------- |
| Anzahl der Personen | 2218 | 2488     | 2740     | 2924    |
| Unterschied         |      | +12,17 % | +10,12 % | +6,71 % |

| Jahr                | 2023 | 2024    |
| ------------------- | ---- | ------- |
| Anzahl der Personen | 2915 | 2924    |
| Unterschied         |      | +0,30 % |

Ergebnisse nach der Volkszählung 2001 (1482 Einwohner):
| Nach Ethnie: - 81,04 % Slowaken - 15,65 % Zigeuner - 2,36 % Russinen - 0,21 % Ukrainer | Nach Konfession: - 90,10 % griechisch-katholisch - 6,00 % römisch-katholisch - 2,86 % orthodox - 0,91 % keine Angabe |